# Crassula perfoliata var. minor
Variété
Synonymes
- Crassula decussata DC.[1]
- Crassula falcata J.C. Wendl.[2]
- Crassula falcata J.C.Wendl.[1]
- Crassula perfoliata var. minor (Haw.) G.D.Rowley[1]
- Crassula retroflexa Meerb.[1]
- Crassula swellingrebliana DC.[1]
- Larochea falcata Pers.[1]
- Rochea falcata DC.[1]

Crassula perfoliata var. minor est une variété de plantes à fleurs de la famille des Crassulacées.
Nom scientifique : Crassula perfoliata L. var. minor (Haw.) G. D. Rowley

## Description

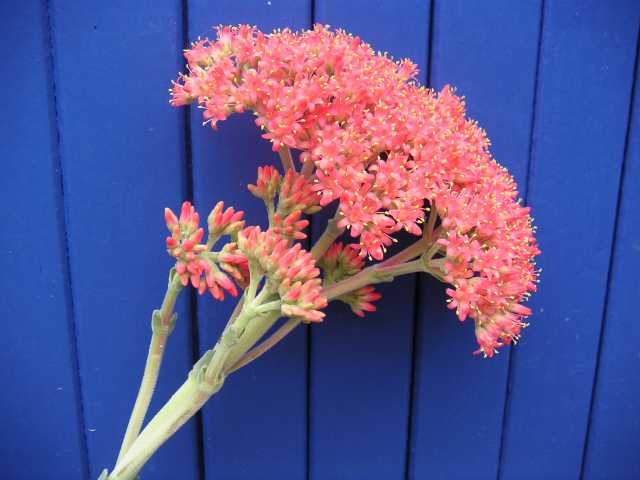
Détail de l’inflorescence.

Plante grasse plus ou moins rampante ou dressée, qui forme vite une touffe par ses rejets à la base.
Les feuilles en forme de faux (8 à 10 cm de long sur 3 à 4 cm de large), de couleur gris-vert, sont plaquées contre la tige. Il existe une variété naine, minima ou minor, très compacte et facile à cultiver.
La floraison varie de rouge écarlate à rouge orangé, les fleurs sont parfumées.

## Culture
Elle apprécie la lumière, la chaleur, la sécheresse, mais apprécie les arrosages quand elle est en période de croissance. Elle supporte le froid jusqu'à -2 °C mais il vaut mieux ne pas descendre longtemps au-dessous de 10 °C, surtout si l'atmosphère est humide.
La reproduction par bouturage est très facile, y compris avec des feuilles détachées, pourvu que la cicatrice ait bien séché. 

## Origine
Origine : Afrique du Sud (Transvaal et cap de Bonne-Espérance).